# Hidasi-Nagy Mária
Hidasi-Nagy Mária (született Nagy Mária; Szikszó, 1979. január 5. –) történelem és magyar szakos középiskolai tanár, költő, író. Főként gyermekirodalommal foglalkozik, meseíróként és költőként egyaránt ismert.

## Fiatalkor és tanulmányok
A versek és a mesék iránti szeretet egész gyermekkorát meghatározta. Tizenhárom évesen kezdett novellákat és verseket írni általános iskolai magyartanárának, Cseh Károlynak köszönhetően. Cseh Károly, aki maga is költő és műfordító, nagyban inspirálta és segítette Hidasi-Nagy Máriát írói útjának kezdetén. A fiatalon írt művek akkor még az asztalfiókban porosodtak. 
Középiskolai tanulmányait a miskolci Lévay József Református Gimnáziumban kezdte, majd a Miskolci Egyetem Bölcsészettudományi Karán folytatta, ahol történelem szakon diplomázott 2003-ban. Diplomamunkájának témája a háztartásszerkezet és etnokulturális megoszlás a 18. század végi Magyarországon volt. Később a Károli Gáspár Református Egyetem magyar szakán 2022-ben okleveles középiskolai magyartanárként diplomázott.

## Karrier és munka
Elsősorban 3-8 éves korosztály számára írt prózai és verses meséit és mesesorozatait ismerik. Első publikációja, a Pelyhes, az eltévedt vadkacsa 2013-ban jelent meg, melyet számos további kötet követett.

## Díjak és elismerések
Hidasi-Nagy Mária több irodalmi díjat és elismerést kapott munkásságáért. 2021-ben Egerentyű kisasszony című verses meséje megnyerte az Aposztróf Kiadó irodalmi pályázatát, és bekerült a kiadó győztes pályaműveket tartalmazó antológiájába. 2023-ban Fel/Támadás című sci-fi novellája szintén elnyerte a Marysol Könyvkiadó irodalmi pályázatát, és bekerült a kiadó Szingularitás című antológiájába. Ugyanebben az évben apeváival megnyerte a Változó Világ irodalmi pályázatát, melyeket Arany diplomával minősítettek és bekerültek a kiadó Percnyi öröklét című antológiájába.

## Művei
- Pelyhes, az eltévedt vadkacsa (verses mese, saját kiadás, 2013, 1. kiadás)
- Szaladós mese (verses mese, Trixi kiskönyvek, 2014)
- Zorka és Dorka, a két csintalan boszorka (verses mese, Trixi kiskönyvek, 2015)
- Holli és a hótündérek (verses mese, Trixi kiskönyvek, 2015)
- Katica Boglárka (verses mese, Trixi kiskönyvek, 2016)
- Tündér Zara (verses mese, Trixi kiskönyvek, 2016)
- Egér-macska bújócska (verses mese, Trixi kiskönyvek, 2017)
- Csupaszín tavasz (verses színező, Trixi kiskönyvek, 2018)
- Pelyhes, az eltévedt vadkacsa (verses mese, Trixi kiskönyvek, 2018, 2. kiadás)
- Tarkabarka Borka (verses mese, Trixi kiskönyvek, 2019)
- Kicsoda-Micsoda mesekalauz (verses mese, Trixi kiskönyvek, 2019)
- Szofi és Boti naplója - 1. rész Mindennek vége! (mesesorozat, Trixi kiskönyvek, 2020)
- Szofi és Boti naplója - 2. rész Haza, de merre? (mesesorozat, Trixi kiskönyvek, 2020)
- Egerentyű kisasszony in Aposztróf Kiadó győztes pályaműveket tartalmazó antológiája_ (Aposztróf Kiadó, 2021, 1. kiadás)
- Szofi és Boti naplója – 3. rész Masni cica (mesesorozat, Trixi kiskönyvek, 2021)
- A 12 vándor – hónapsoroló (verses mese, Trixi kiskönyvek, 2021)
- Egerentyű kisasszony (verses mese, Trixi kiskönyvek, 2022, 2. kiadás)
- Egy aprócska pocok kalandja (verses mese, Trixi kiskönyvek, 2022)
- Fel/Támadás in Marysol Könyvkiadó győztes pályaműveket tartalmazó Szingularitás című antológiája (Marysol Könyvkiadó, 2023)
- Apeváim in Változó Világ győztes pályaműveket tartalmazó Percnyi öröklét című antológiája (Változó Világ, 2023)

## Magánélet
Hidasi-Nagy Mária házas, egy gyermekük van, Hidasi Szófia.